# Stereomastis aculeata
Stereomastis aculeata е вид десетоного от семейство Polychelidae. Видът не е застрашен от изчезване.

## Разпространение и местообитание
Разпространен е в Австралия (Западна Австралия и Северна територия), Вануату, Индонезия (Бали), Нова Каледония, Провинции в КНР и Тайван.
Обитава крайбрежията на морета. Среща се на дълбочина от 149,5 до 1400 m, при температура на водата от 4,6 до 9,7 °C и соленост 34,4 – 34,6 ‰.